# Доттернхаузен
Доттернхаузен (нем. Dotternhausen) — община в Германии, в земле Баден-Вюртемберг. 

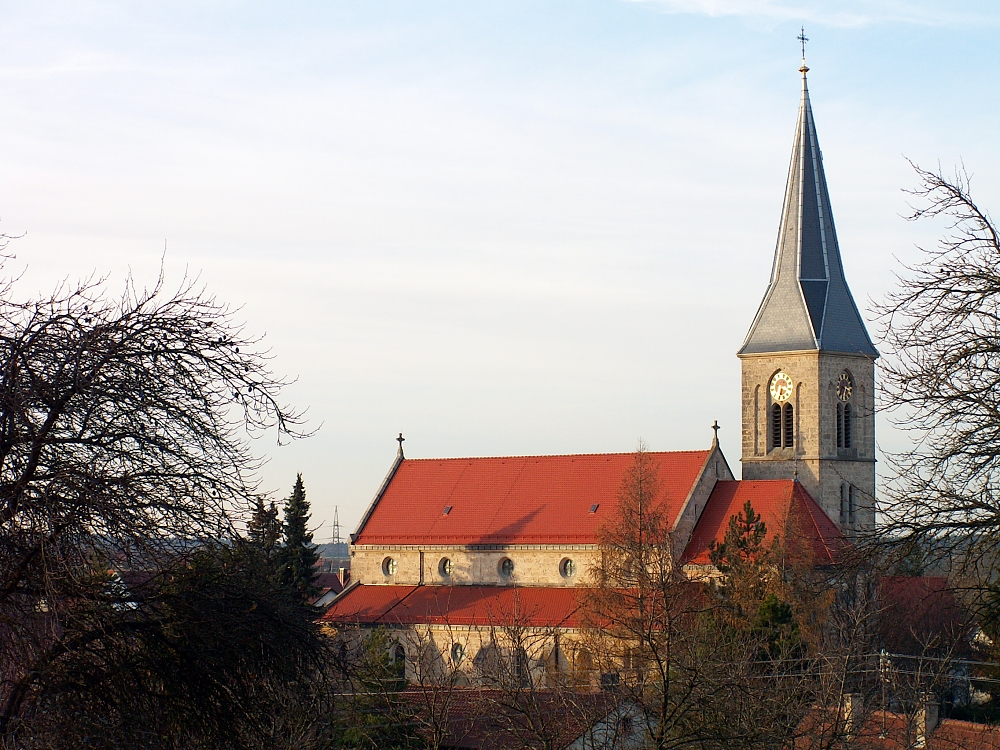
Церковь

Подчиняется административному округу Тюбинген. Входит в состав района Цоллернальб.  Население составляет 1862 человека (на 31 декабря 2010 года). Занимает площадь 10,00 км².